# 木村傳兵衛
木村 傳兵衛（きむら でんべえ、1908年（明治41年）11月11日 - 1972年（昭和47年）6月13日）は、日本の政治家。茨城県水戸市長（2期）。

## 来歴
茨城県水戸市生まれ。水戸の老舗醤油メーカー「井伝」に生まれる。1927年、旧制水戸中学校（現・茨城県立水戸第一高等学校）卒。井伝醬油社長となり、1967年。水戸市長に当選した。市長就任後に市役所の移転、市内の各学校に体育館やプールの設置、市民会館や市民プールの着工、市民憲章の制定などがある。1972年、狭心症のため、急逝した。